# میخائیل بوتکین
میخائیل بوتکین (روسی: Михаил Петрович Боткин؛ june 26, 1839 – ۲۲ ژانویه ۱۹۱۴ (۷۴ ساله)) نقاش اهل امپراتوری روسیه بود.مادرش هنگامی که او دو ساله بود درگذشت و ، هنگامی که او چهارده ساله بود ، پدرش درگذشت بنابراین تربیت او بر عهده برادر بزرگش بود.در سال۱۸۵۶ ، او وارد آکادمی هنرهای زیبا شاهنشاهی شد ، و در آنجا نزد فیودور زاویالوف و فیودور برونی تحصیل کرد. دو سال بعد ، او تصمیم به سفر گرفت ، و چندین سال را در آلمان ، فرانسه و ایتالیا گذراند هنگامی که در سال ۱۸۶۳ از سفر بازگشت ، دو نقاشی با موضوعات کلاسیک در فرهنگستان ارائه داد و عنوان آکادمیک به وی اعطا شد.در سال ۱۸۷۹ ، او به عضویت هیئت مدیره آکادمی درآمداندکی پس از آن ، او نشان سنت ولادیمیر ، درجه چهارم (بعدا درجه دوم) را بدست آورد.وی علاوه بر فعالیت های هنری خود ، در سمت های اداری نیز مشغول بود و ازجمله عضو هیئت مدیره یک بانک و اولین شرکت بیمه روسیه بود وی همچنین یکی از اعضای دوما شهر سن پترزبورگ بود.